# صبير دورانغوي
صبير دورانغوي (الاسم العلمي:Opuntia durangensis) هو نوع من النباتات يتبع جنس الصبير من الفصيلة الصبارية.